# Flieger (Film)
Flieger (Englischer Originaltitel: Flight) ist ein US-amerikanischer Abenteuer- und Kriegsfilm aus dem Jahr 1929, der während der US-Militärintervention in Nicaragua 1926–1933 spielt. Die Produktion entstand in enger Kooperation mit dem United States Marine Corps, 1930 wurde er in Deutschland aufgeführt.

## Handlung
Lefty Phelps verliert am College ein Football-Spiel und tritt aus Enttäuschung im Marine Corps ein, wo er eine Flugausbildung erhält. Er freundet sich mit seinem Ausbilder, Sergeant „Panama“ Williams, an. Nach einem Flugunfall wird er von „Panama“ aus dem brennenden Wrack gerettet und muss in einem Hospital behandelt werden, seine Pilotenlaufbahn ist beendet.
Im Hospital verliebt er sich in die Krankenschwester Elinor Murray. Schließlich wird seine „Flying Devils“-Staffel nach Nicaragua verlegt, um den berüchtigten Banditenchef General „Lobo“ zu bekämpfen. Der nicaraguanische Präsident Ortega hat die USA um Unterstützung gebeten und die Staffel verlegt per Nonstopflug von ihrer Heimatbasis, der Naval Air Station Pensacola, nach Managua. „Panama“ sorgt dafür, dass Lefty ihn als Mechaniker begleiten darf. Allerdings ist „Panama“ ebenfalls in Elinor verliebt, was Lefty zufällig erfährt. Zwischen beiden kommt es zum Streit, Elinor erklärt sich aber für Lefty.
Als ein Außenposten der Marines in Ocotal einen Notruf sendet, fliegt Lefty als Bordschütze bei Corporal Roberts mit, der sich über ihn immer nur lustig macht. Ihr Flugzeug wird von den Banditen abgeschossen und landet in einem Sumpf. „Panama“ weigert sich aus persönlichen Gründen zu helfen und meldet sich krank. Als ihn Elinor davon überzeugt, dass Lefty ihn nie hintergangen hat, ändert er seine Auffassung und fliegt allein los, um Lefty und Roberts zu retten. Roberts ist inzwischen seinen Verletzungen erlegen; Lefty verbrennt seine Leiche zusammen mit dem Flugzeug. „Panama“ gelingt es zu landen, er wird aber von den Banditen unter Führung „Lobos“ angeschossen. Lefty tötet die angreifenden Banditen und startet mit „Panama“ in dessen Maschine zum Rückflug. Es gelingt ihm, sicher zu landen. Zurück in den USA wird er zum Flugausbilder befördert, heiratet Elinor und kauft für beide ein neues Auto.

## Historischer Hintergrund, Produktionsgeschichte

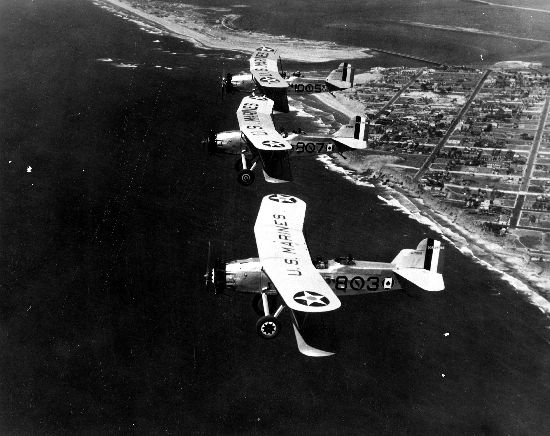
Curtiss OC-2

In dem Banditenchef „Lobo“ ist unschwer Augusto César Sandino zu erkennen, bei der Unterstützung der Marines durch die Flugzeuge diente die Schlacht von Ocotal am 16. Juli 1927 als Vorbild. Die Filmproduzenten übernahmen so das in Teilen der US-amerikanischen Öffentlichkeit vorherrschende Stereotyp der Aufständischen als Banditen. Die Filmrebellen tragen sogar eine schwarz-rote Flagge mit Totenkopf, wie sie von Sandinos Truppen verwendet wurde.
Für die Produktion stellte das Marine Corps in großem Umfang Anlagen, Personal sowie 28 Flugzeuge zur Verfügung, u. a. vom Typ Curtiss OC-2. Die Ausbildungsaufnahmen wurden auf der Naval Base San Diego und NAS North Island gedreht. Elmer Dyer, ein Spezialist für Luftaufnahmen, benutzte eine eigens mit einer Filmkamera ausgerüstet Maschine, während Capra ein Regieflugzeug zur Verfügung gestellt wurde, um die Luftszenen zu koordinieren. Sämtliche in Nicaragua spielenden Szenen wurden in Kalifornien gedreht. Zusammen mit Submarine (Submarine, 1928) und Das Luftschiff bildet Flieger eine Trilogie von Militärfilmen, die Capra zwischen 1928 und 1931 realisierte.

## Kritik
… Nominally a peacetime film, FLIGHT portrayed Marines enjoying their time away from combat in masculine camaraderie and pursuit of beautiful women with quasi-wartime battles against Nicaraguan revolutionaries, opponents of the U.S.-backed government. The buddies from SUBMARINE, Jack Holt and Ralph Graves, this time find themselves as aviators, or dramatic combat over the jungles of Nicaragua. Like the Marines, the Army did travel to Nicaragua, but only to survey a possible route for another sea-to-sea canal, and slogging through the Central American rain forest did not offer much in the way of drama or romance …
Suid, S. 55f.

## Überlieferung
Der Film wird seit den 2010er Jahren auf dem US-amerikanischen Markt auf DVD angeboten.